# Olivier Marceau
Olivier Marceau (Fontenay-aux-Roses, 30 gennaio 1973) è un triatleta francese naturalizzato svizzero.

## Carriera
Ha vinto nel 2000 i campionati del mondo di triathlon e il bronzo ai mondiali di triathlon di Queenstown del 2003.

### Gli inizi e la consacrazione
All'età di 19 anni si presenta ai mondiali junior di Huntsville del 1992, ottenendo un importante 4º posto assoluto.
L'anno successivo, 1993, arriva 9º assoluto ai mondiali junior di Manchester.
Nel 1995 è la volta degli europei di Stoccolma, dove ottiene un altro ottimo piazzamento, 5º assoluto. Ai mondiali di Cancun dello stesso anno delude con un 40º posto finale.
Nel 1997 partecipa per la prima ai campionati del mondo di long distance di Nizza, arrivando 9º assoluto con un tempo di 05:50:10.
Nel 1998 ai campionati del mondo di Losanna si ritrova sempre tra i migliori, arrivando alla fine 8º al traguardo.
Nel 2000 sorprende tutti ai campionati del mondo di Perth in Australia, vincendo il titolo di campione del mondo in assoluta sicurezza, primo francese sul tetto del mondo nel triathlon su distanza olimpica.
Ottiene un nuovo importante piazzamento, stavolta con la nazionale svizzera, ai mondiali di Queenstown del 2003, alle spalle dell'australiano Peter Robertson e dello spagnolo Iván Raña, conquistando un'importante medaglia di bronzo.
Vince un altro bronzo ai campionati europei di triathlon di Lisbona del 2008, alle spalle dei suoi ex-connazionali Frédéric Belaubre e Tony Moulai. Decide, quindi, di provare a gareggiare anche su distanza ironman.

### Le Olimpiadi
Dopo aver vinto il mondiale nel 2000, partecipa alle prime olimpiadi di triathlon, che si sono svolte a Sydney nello stesso anno. Parte come uno dei favoriti e non delude le attese. Si ritrova, infatti, solo al comando dopo la frazione in bicicletta. Durante la frazione finale, quella podistica, viene ripreso dai triatleti che andranno a podio (Simon Whitfield, Stephan Vuckovic e Jan Řehula) per poi scivolare alla fine al 7º posto assoluto.
Alle Olimpiadi di Atene del 2004 finisce la frazione in bicicletta con il gruppetto dei primi, tuttavia una frazione podistica non in linea con quella fatta registrare dai migliori triatleti di giornata lo fa scivolare all'ottavo posto finale.
Alle Olimpiadi di Pechino del 2008 arriva 19º assoluto dopo aver fatto registrare uno dei migliori tempi nella frazione in bicicletta.

## Titoli
- Campione del mondo di triathlon (Élite) - 2000